# Billy Dee
Billy Dee, bürgerlich William Randall Daniels (* 25. September 1951 in San Diego, Kalifornien), ist ein ehemaliger US-amerikanischer Pornodarsteller.

## Leben
William Randall Daniels wuchs in San Diego, Kalifornien als eines von sechs Kindern auf. In seinem Stammbaum finden sich sowohl irische, mexikanische als auch afroamerikanische Vorfahren. Die Familie war sehr arm. Bereits in jungen Jahren arbeitete er auf dem Bauernhof seines Großvaters.
Mitte der 1970er Jahre trat er erstmals als Pornodarsteller in Erscheinung. Damals fand Pornografie noch häufig auf Kurzfilmen in 8mm und 16 mm statt. Seine erste große Produktion war The Legend of Lady Blue (1978) zusammen mit Gloria Leonard und John Leslie.
Unter anderem mit John Leslie und Dorothy LeMay war er Darsteller in dem 88-minütigen Film Blondes Have More Fun (1981) von John Seeman. Unter dem Spitznamen Billy Dee wurde er dann zu einem der großen Stars der Golden Age of Porn zwischen Mitte der 1980er bis Mitte der 1990er Jahre. Damit hatte er seine große Karriere zu einer Zeit, als Rassismus und Segregation im Porno noch häufig vorkamen. Ihm kam zugute, dass seine Hautfarbe relativ hell war, und er so auf viele Zuschauer und auch auf Darstellerkollegen als dunkel gebräunt durchging. So konnte er an vielen Produktionen mitwirken, die schwarzen Schauspielern nicht offenstanden, so zum Beispiel in den Produktionen von Marilyn Chambers oder mit Traci Lords und Nina Hartley als Partnerin. Gleichzeitig trat er aber auch in schwarzen Produktionen auf, unter anderem in der Pornoparodie Chocolate C.H.I.P.S. (1988), mit Nikki Knight in Black Magic und Taija Rae in Doin’ the Harlem Shuffle. Insgesamt trat er in etwas mehr als 500 Produktionen auf. Außerdem gründete er Billy Dee and the US Males, eine Art Vorläufer der Chippendales. Anfang 1990 verließ er die Pornoindustrie und studierte in einer Bibelschule.
Mit seinen Auftritten in Mainstream-Produktionen bekannter Studios, trotz Afro-Look und Schnauzer, wurde er ein Vorreiter des Stils, der heute mit Interracial umschrieben wird, und er konnte außerdem viele Barrieren einreißen, die schwarze Darsteller daran hinderten, im Pornofilm erfolgreich zu sein.
2002 wurde er in die XRCO Hall of Fame und 2011 er zudem als erster Schwarzer in die American Porn Industry Hall of Fame aufgenommen.
Einen Kurzauftritt hatte er 1998 im Film Verrückt nach Mary.